# Drève de la Percée
La drève de la Percée est un chemin forestier bruxellois de la commune d'Auderghem en forêt de Soignes qui relie la drève des Augustins à la chaussée de Tervueren.